# Tempio della Magna Mater (Ostia)
Il Tempio della Magna Mater (IV,1,1) era un tempio dedicato a Cibele, che si trovava nella regio IV della città romana di Ostia.

## Descrizione
Il tempio si trova all'estremità sud ovest della vasta area nota come Campo della Magna Mater, posta nell’angolo tra il Cardine massimo e le mura in un’area periferica della città adibita ai culti orientali; in quest'area si trovano anche il Santuario di Attis (IV,I,3), il tempio di Bellona (IV,I,4) è due sacelli ( (IV,I,7) e (IV,I,7) ), di incerta attribuzione.
Di fronte al tempio c'è un grande altare in muratura, dove un tempo si trovavano due statue onorarie, di Publius Claudius Veratus Abascantianus e Publius Claudius Horatius Abascantianus. Le statue furono erette dal loro padre, Publius Claudius Abascantianus, un alto funzionario della corporazione dei dendrophori, i portatori di alberi.
Il tempio ha un podio in opus latericium con una cornice e con tre grandi nicchie in ciascuno dei lati e sul retro. È degno di nota che il tempio fosse più piccolo del podio. I mattoni rossi sono adrianei, ma ricoprono un podio più antico. Nella parte anteriore si trova un'ampia scalinata, decorata con marmo. Del tempio stesso non si è conservato molto; probabilmente c'era un'anticamera, che precedeva una cella con nicchie nelle pareti laterali. La statua di culto potrebbe essere la statua di Fortuna Annonaria, che oggi si trova nella omonima domus.
Qui sono state ritrovate molte dediche della corporazione dei cannofori, i portatori di canne, e dei dendrophori, alcune nascoste per paura che venissero distrutte dai cristiani o dagli invasori. In queste sono menzionate diverse divinità: Magna Mater, Attis, Virtus, Silvanus, Numen domus Augusti, Genius decurionum Ostiensium; le sedi di queste due corporazioni devono essere state nelle vicinanze, ma non sono state ancora trovate o identificate.